# Euxoa sibirica
Euxoa sibirica (tên tiếng Anh: Sâu cắt Sibiri) là một loài bướm đêm thuộc họ Noctuidae. Nó được tìm thấy ở miền tây Xibia to vùng Amur. It is also có ở quần đảo Kuril và in Sakhalin, Mông Cổ, miền tây Trung Quốc, Tây Tạng, Afghanistan, Nepal, Ấn Độ, bán đảo Triều Tiên và Nhật Bản.
Chiều dài cánh trước khoảng 19 mm. Con trưởng thành bay từ đầu summer.